# Mistrzostwa Świata Juniorów w Biathlonie 1998
Mistrzostwa Świata Juniorów w Biathlonie 1998 odbyły się w kanadyjskiej miejscowości Valcartier, w dniach 25 lutego - 1 marca 1998 roku. Rozegrane zostały 4 konkurencje: bieg indywidualny, bieg sprinterski, bieg drużynowy i sztafeta. Wszystkie konkurencje zostały rozegrane dla mężczyzn i kobiet. W sumie odbyło się 8 biegów.

## Wyniki kobiet

### Bieg drużynowy – 7,5 km[1]
- Data: 25 lutego 1998

| Medal | Drużyna                                                                         | Strzelanie | Wynik | Strata |
| ----- | ------------------------------------------------------------------------------- | ---------- | ----- | ------ |
|       | Rosja · Olga Zajcewa · Łarisa Pitatielewa · Anna Bogalij · Natalja Gelewerja    | ?          | ?     |        |
|       | Niemcy · Sabine Reithmeier · Miriam Bauer · Nicole Nordhaus · Martina Glagow    | ?          | ?     | ?      |
|       | Czechy · Radka Doskocílová · Lenka Faltusová · Denisa Pelikánová · Jana Pešková | ?          | ?     | ?      |

### Bieg indywidualny - 12,5 km[2]
- Data: 26 lutego 1998

| Medal | Zawodnik         | Narodowość | Strzelanie | Wynik   | Strata  |
| ----- | ---------------- | ---------- | ---------- | ------- | ------- |
|       | Simone Denkinger | Niemcy     | 1+1+0      | 38:56,8 |         |
|       | Michela Ponza    | Włochy     | 0+1+0      | 41:16,2 | +2:19,4 |
|       | Olga Zajcewa     | Rosja      | 0+3+1      | 41:47,1 | +2:50,3 |

### Bieg sprinterski - 7,5 km[3]
- Data: 28 lutego 1998

| Medal | Zawodnik                    | Narodowość | Strzelanie | Wynik   | Strata |
| ----- | --------------------------- | ---------- | ---------- | ------- | ------ |
|       | Gro Marit Istad-Kristiansen | Norwegia   | 2+0        | 28:39,9 |        |
|       | Linda Tjørhom               | Norwegia   | 0+0        | 28:54,1 | +14,2  |
|       | Martina Glagow              | Niemcy     | 0+0        | 29:05,0 | +25,1  |

### Bieg sztafetowy – 3 × 7,5 km[4]
- Data: 1 marca 1998

| Medal | Drużyna                                                                       | Strzelanie | Wynik | Strata |
| ----- | ----------------------------------------------------------------------------- | ---------- | ----- | ------ |
|       | Niemcy · Nicole Nordhaus · Simone Derkinger · Martina Glagow                  | ?          | ?     |        |
|       | Norwegia · Liv-Kjersti Eikeland · Linda Tjørhom · Gro Marit Istad-Kristiansen | ?          | ?     | ?      |
|       | Włochy · Barbara Kostner · Michela Ponza · Claudia Messelod                   | ?          | ?     | ?      |

## Wyniki mężczyzn

### Bieg drużynowy – 10 km[5]
- Data: 25 lutego 1998

| Medal | Drużyna                                                                                 | Strzelanie | Wynik | Strata |
| ----- | --------------------------------------------------------------------------------------- | ---------- | ----- | ------ |
|       | Norwegia · Syver Berg-Domås · Hans Prøsch · Rune Morten Johansen · Jon Kristian Svaland | ?          | ?     |        |
|       | Niemcy · Björn Sterzing · Fabian Mund · Alexander Wolf · Jörn Wollschläger              | ?          | ?     | ?      |
|       | Włochy · Patrick Oberegger · Patrick Rabanser · Alexander Inderst · Ivan Romanin        | ?          | ?     | ?      |

### Bieg indywidualny - 15 km[6]
- Data: 26 lutego 1998

| Medal | Zawodnik          | Narodowość | Strzelanie | Wynik   | Strata  |
| ----- | ----------------- | ---------- | ---------- | ------- | ------- |
|       | Jörn Wollschläger | Niemcy     | 1+0+1      | 48:15,2 |         |
|       | Maik Muth         | Niemcy     | 0+0+2      | 49:40,2 | +1:25,0 |
|       | Andriej Prokunin  | Rosja      | 1+3+0      | 49:45,0 | +1:29,8 |

### Bieg sprinterski - 10 km[7]
- Data: 28 lutego 1998

| Medal | Zawodnik          | Narodowość | Strzelanie | Wynik   | Strata |
| ----- | ----------------- | ---------- | ---------- | ------- | ------ |
|       | Andriej Prokunin  | Rosja      | 0+1        | 32:20,4 |        |
|       | Jörn Wollschläger | Niemcy     | 1+0        | 32:34,7 | +14,3  |
|       | Syver Berg-Domås  | Norwegia   | 2+0        | 32:52,2 | +31,8  |

### Bieg sztafetowy – 4 × 7,5 km[8]
- Data: 1 marca 1998

| Medal | Drużyna                                                                                 | Strzelanie | Wynik | Strata |
| ----- | --------------------------------------------------------------------------------------- | ---------- | ----- | ------ |
|       | Niemcy · Maik Muth · Björn Sterzing · Jörn Wollschläger · Alexander Wolf                | ?          | ?     |        |
|       | Rosja · Aleksiej Bołtienko · Aleksiej Korobiejnikow · Dmitrij Babicz · Andriej Prokunin | ?          | ?     | ?      |
|       | Norwegia · Jon Kristian Svaland · Rune Morten Johansen · Syver Berg-Domås · Hans Prøsch | ?          | ?     | ?      |

## Tabela Medalowa
| Miejsce | Państwo  |   |   |   | Razem |
| ------- | -------- | - | - | - | ----- |
| 1.      | Niemcy   | 4 | 4 | 1 | 9     |
| 2.      | Norwegia | 2 | 2 | 2 | 6     |
| 3.      | Rosja    | 2 | 1 | 2 | 5     |
| 4.      | Włochy   | 0 | 1 | 2 | 3     |
| 5.      | Czechy   | 0 | 0 | 1 | 1     |